# Kasusrelikter i dansk
Danske kasuslevn eller kasusrelikter er de udtryk, især præpositionsfraser, som formulaisk har bevaret en kasus-bøjningsform som ikke længere findes som produktiv kategori i det givne sprog. Kasus (latin cāsus 'fald') eller fald er en bøjningsform af substantiver, artikler, adjektiver eller pronominer, og indikerer ords grammatiske funktion i sætningen.
Kasus fremkommer i flekterende og agglutinerende sprog. De indoeuropæiske sprog er flekterende, og de fleste af dem har også kasus. Dansk er et indoeuropæisk, flekterende sprog som dog bevæger sig i en analytisk retning. 
På dansk bøjer vi som regel ikke efter kasus, men i visse tilfælde lever gammel brug af det danske sprog videre, som herunder:

## Danske præpositionsforbindelser

### E-former

#### ad
- ad åre

#### af
- af gårde
- af huse
- af hænde
- af lave (dativ af lag)
- af syne

#### for
- for fode

#### fra
- fra borde

#### i
- i blinde
- i borde
- i drømme
- i (folke-)munde
- i grunde
- i gårde
- i hænde
- i (u-)lave
- i live
- i rette
- i sinde
- i smult vande
- i søvne
- i (u-)tide

#### inden
- inden døre

#### med
- med (u-)rette
- med rode

#### om
- om dage

#### oven
- oven senge
- oven vande

#### på
- på fode
- på færde
- på sinde
- på tide
- på tinge

#### til
- til døde
- til fulde
- til grunde
- til hobe
- til huse
- til hånde
- til live
- til orde
- til rette
- til skamme
- til stede
- til syne
- til veje

#### uden
- uden døre

#### under
- under fode
- under mulde

#### ved
- ved aftens-, midnats-, natte-, nytårs-, sommer- og vinter-tide

### S-former

#### i
- i aftes
- i eftermiddags
- i formiddags
- i mandags, tirsdags osv
- i morges

#### inden-/uden-
- inden/uden - bords
- inden/uden - bys
- inden/uden - dørs
- inden/uden - lands
- inden/uden - skærs
- inden/uden - sogns
- inden/uden - rigs
- inden/uden - vælts
- inden/uden - tings

#### midt-
- midt-skibs
- midt-vejs

#### på
- på tværs

#### til
- til bens
- til blods
- til bords
- til bunds
- til dags
- til dels
- til doms
- til fals
- til felts
- til fjelds
- til fods
- til freds
- til gavns
- til knivs
- til køjs
- til lands
- til livs
- til låns
- til havs
- til himmels
- til måls
- til orlogs
- til overs
- til pægls
- til pæls
- til rors
- til råds
- til sengs
- til sinds
- til skovs
- til søs
- til tings
- til tops
- til torvs
- til tåls
- til vands
- til vejrs
- til vogns
- til vægs
- til værks
- til års

#### under-
- under-vejs

## Andre
- alle hånde
- allesteds nærværende
- alle vegne
- alskens
- dødsens
- fredsens
- havsens
- hjertens
- højbords
- højen mast
- landsens
- livsens
- mange hånde
- nådsens
- stundom
- ungersvend
- vilden sky

| Sprog | Spire Denne artikel om sprog er en spire som bør udbygges. Du er velkommen til at hjælpe Wikipedia ved at udvide den. |